# Perrierosedum madagascariense
Perrierosedum madagascariense ist die einzige Pflanzenart der monotypischen Gattung Perrierosedum in der Familie der Dickblattgewächse (Crassulaceae). Der botanische Name der Gattung ehrt den französischen Botaniker Joseph Marie Henry Alfred Perrier de la Bâthie und verweist zugleich auf die Ähnlichkeit mit der Gattung Sedum. Das Epitheton der Art verweist auf das Verbreitungsgebiet Madagaskar.

## Beschreibung
Perrierosedum madagascariense bildet verzweigte, ausdauernde Kleinsträucher mit kahlen, vierkantigen Trieben und erreicht Wuchshöhen von 50 bis 80 Zentimetern. Die sitzenden, gegenständig angeordneten Laubblätter sind länglich spatelig geformt sowie 2,5 bis 5 Zentimeter lang und 1,5 bis 2,5 Zentimeter breit. Sie sind an der Spitze gerundet und an der Basis lang verschmälert. Die Blattränder sind fein gekerbt.
Der endständige, fünf bis zehnblütige Blütenstand ist ebensträußig-zymös. Die zwittrigen Blüten sind sechszählig (selten fünfzählig) und obdiplostemon. Ihr Blütenstiel ist 8 bis 10 Millimeter lang. Die freien Kelchblätter sind eiförmig, an der Spitze gerundet und zwischen 4 und 5 Millimeter lang. Die ebenfalls freien weißen und rot überhauchten Kronblätter sind breit spatelig, konvex, fünfaderig. Sie sind an den Spitzen rund sowie 8 und 10 Millimeter lang. Die aufrechten Staubfäden sind 6 und 7 Millimeter lang. Die länglichen, an den Spitzen zweispaltigen Nektarschüppchen sind 3 bis 3,5 Millimeter lang.
Die Früchte sind Balgfrüchte mit etwa 30 Samenanlagen je Balg. Die Samen sind zylindrisch, die Samenschale ist längs gestreift.

## Systematik und Verbreitung
Perrierosedum madagascariense ist auf Madagaskar im Andringitra-Massiv verbreitet. Dort wurden die Pflanzen erst 2007 wiederentdeckt und erstmals fotografiert.
Die einzige Art der Gattung wurde 1923 als Sedum madagascariense von Joseph Marie Henry Alfred Perrier de la Bâthie (1873–1958) erstbeschrieben. Alwin Berger stellte sie 1930 in die Sektion Perrierosedum der Gattung Sedum. Hideaki Ohba (* 1943) erhob die Sektion schließliche 1978 in den Rang einer Gattung mit nur einer Art.

## Nachweise